# Iris (nome)
Iris  è un nome proprio di persona italiano femminile.

## Varianti
- Femminili: Iride[1][3][4], Iridia[3], Irida[3], Ires[1], Ireos[1]
- Maschili: Irido[1][3], Iridio[1][3]

### Varianti in altre lingue
- Catalano: Iris[2][5]
- Croato: Iris[2]
- Danese: Iris[2]
- Finlandese: Iiris[2], Iris[2]
- Francese: Iris[2]
- Greco antico: Ἶρις (Iris)[2][6]
- Greco moderno: Ίρις (Iris)[2], Ίριδα (Irida)[2]
- Inglese: Iris[2]
- Islandese: Íris[2]
- Norvegese: Iris[2]
- Olandese: Iris[2]
- Polacco: Iryda
- Portoghese: Íris[2]
- Serbo: Ирис (Iris)
- Sloveno: Iris[2]
- Spagnolo: Iris[2][5]
- Svedese: Iris[2]
- Tedesco: Iris[2]
- Ungherese: Írisz

## Origine e diffusione

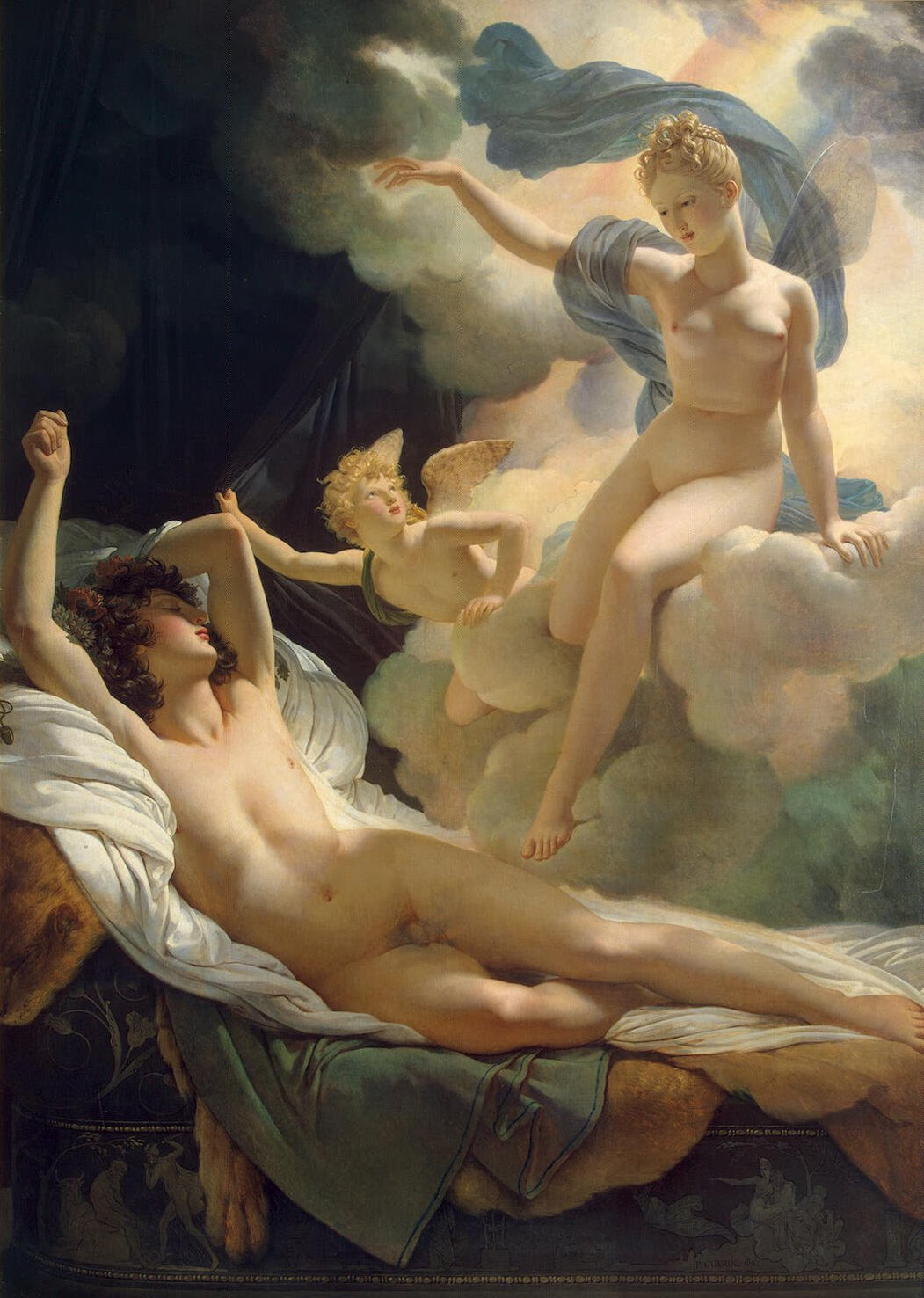
Morfeo e Iris (1811), di Pierre-Narcisse Guérin

Deriva dal nome greco Ἶρις (Iris, genitivo Ἴριδος, Iridos), tratto dall'omonimo sostantivo che indicava l'arcobaleno (di origine incerta, in genere ricondotto alla radice protoindoeuropea *wei-, "piegarsi", "girare"); il significato viene talvolta interpretato come "iridescente", "colorata". Va notato che altre fonti propongono invece una connessione al verbo εἴρω (eírō, "dire", "annunciare").
Nella mitologia greca era portato da Iride, che era appunto la personificazione dell'arcobaleno e aveva il ruolo di messaggera degli dei; già presso gli antichi greci il termine indicava anche l'iride dell'occhio (così detto perché è la parte che gli dà il colore) e la pianta da fiore, anche detta "giaggiolo" (lo stesso fiore a cui si ispira il nome giapponese Ayame).
In Italia, il nome rappresenta sia una ripresa rinascimentale e moderna del nome classico, sia un'adozione diretta dal nome del fiore; la forma "Iris" ha avuto particolare successo a partire dal 1898, grazie all'opera di Pietro Mascagni Iris. Negli anni 1970 si contavano del nome circa quarantamila occorrenze, di cui ventimila della forma "Iride" e un migliaio in meno della forma "Iris"; era attestato in tutto il territorio nazionale, ma specialmente al Nord e con più alta frequenza in Lombardia. Nei paesi anglofoni è attestato dall'Ottocento.

## Onomastico
Il nome è adespota, in quanto privo di una santa patrona; l'onomastico si può eventualmente festeggiare il 1º novembre, per la festa di Ognissanti.

## Persone

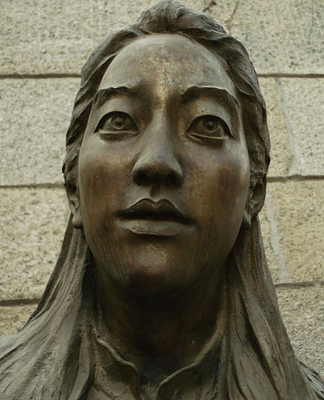
Iris Chang

Iris Versari

- Iris Adami Corradetti, soprano italiano
- Iris Adrian, attrice e ballerina statunitense
- Iris Apfel, imprenditrice e interior designer statunitense
- Iris Bahr, attrice, comica, regista e sceneggiatrice israeliana
- Iris Berben, attrice tedesca
- Iris Chang, storica e giornalista statunitense
- Iris Kyle, culturista statunitense
- Iris Love, archeologa statunitense
- Iris Murdoch, filosofa e scrittrice britannica
- Iris Origo, scrittrice inglese
- Iris Peynado, attrice dominicana naturalizzata italiana
- Iris Plotzitzka, pesista tedesca
- Iris Strubegger, modella austriaca
- Iris Versari, partigiana italiana
- Iris Marion Young, filosofa e attivista statunitense

### Varianti
- Iride Altara, artista italiana
- Iridia Salazar, taekwondoka messicana
- Íris Stefanelli, attrice e conduttrice televisiva brasiliana

## Il nome nelle arti
- Iris è un personaggio della serie Pokémon.
- Iris è un personaggio dell'opera omonima di Pietro Mascagni su libretto di Luigi Illica, rappresentata per la prima volta nel 1898.
- Iris Blond è un personaggio de film del 1996 Sono pazzo di Iris Blond, diretto da Carlo Verdone.
- Iris Chateaubriand è un personaggio della serie di anime e videogiochi Sakura Wars.
- Iris Clops è un personaggio secondario del franchise di bambole Monster High e figlia di un Ciclope.
- Iridia Eleri è un personaggio dei romanzi della serie di Shannara, scritti da Terry Brooks.
- Iris West è un personaggio dei fumetti DC Comics.
- Iris è il personaggio interpretato da Jodie Foster in Taxi Driver.
- Iris è una canzone di Biagio Antonacci.
- Iris è una canzone dei Goo Goo Dolls.